# Činžovní dům u Hvězdy v Toruni
Činžovní dům u Hvězdy v Toruni je činžovní dům nacházející se v Toruni. Vyčnívá se fasádou z pozdního baroka, která na vrhu je vyzdobená zlatou hvězdou, od které se vzal název. Současný stav budovy je výsledkem mnoha oprav a rekonstrukcí.

## Umístění
Činžovní dům se nachází ve Staroměstském komplexů, ve východní části Staroměstského náměstí pod číslem 35.

## Historie
Činžovní dům byl postaven v druhé polovině 13. století. Během období gotické architektury byl několikrát přestavený a měnil majitele. Jedním z nich byl učitel synů Kazimíra IV. Jagellonského, básník a humanista Filippo Buonaccorsi (1437–1496), zvaný Kallimach. Činžovní dům prošel další rekonstrukcí v druhé polovině 16. století, byl pak zvýšen o druhé patro a získal prostorové uspořádání charakteristické pro měšťanské činžovní domy zachované i dnes, kombinující obytné, obchodní a skladové funkce. Následně byly ve středu podlaží postavené malé galerie, a v zadní přízemí také polychromovaný strop. Strop v prvním patře pochází z období kolem 1630–40, a strop ve druhém patře z roku cca 1620 (přestěhováno z činžovního domu na Staroměstském náměstí 24).
Koncem 17. století nový majitel, staroměstský radní Jan Jerzy Zöbner, přidal barokní výzdobu. Poté budova získala barokní vnější podobu s bohatě zdobeným portálem. Fasáda byla zdobena květinami a ovocnými motivy, vyrobenými ze štuku. Na chodbě je točité schodiště gdaňského typu, které hlídají postavy Minervy a lva, který drží štít.
Na začátku 19. století byla místnost v prvním patře vyzdobena klasicistním polychromem s iluzionistickou malovanou kolonádou v jonickým pořádku, a na stropě byla vyzdobena pseudokazety. Rekonstrukci této polychromie můžeme dnes sledovat díky toruňskému konzervátorium. Ve druhé polovině 19. století bylo při další rekonstrukci domu na místo komína umístěno druhé točité schodiště – tentokrát litina.
Od roku 1970 se v budově nachází Muzeum umění Dálného východu.

## Galerie

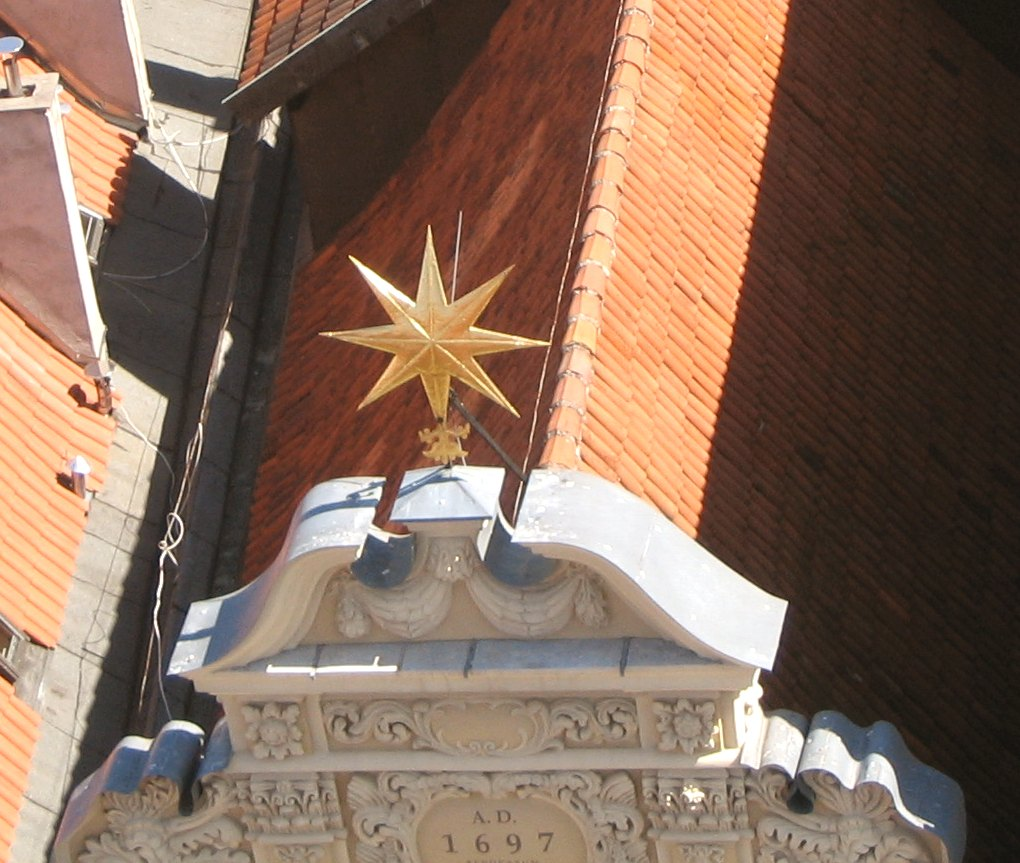
Hvězda na vrchu činžovního domu
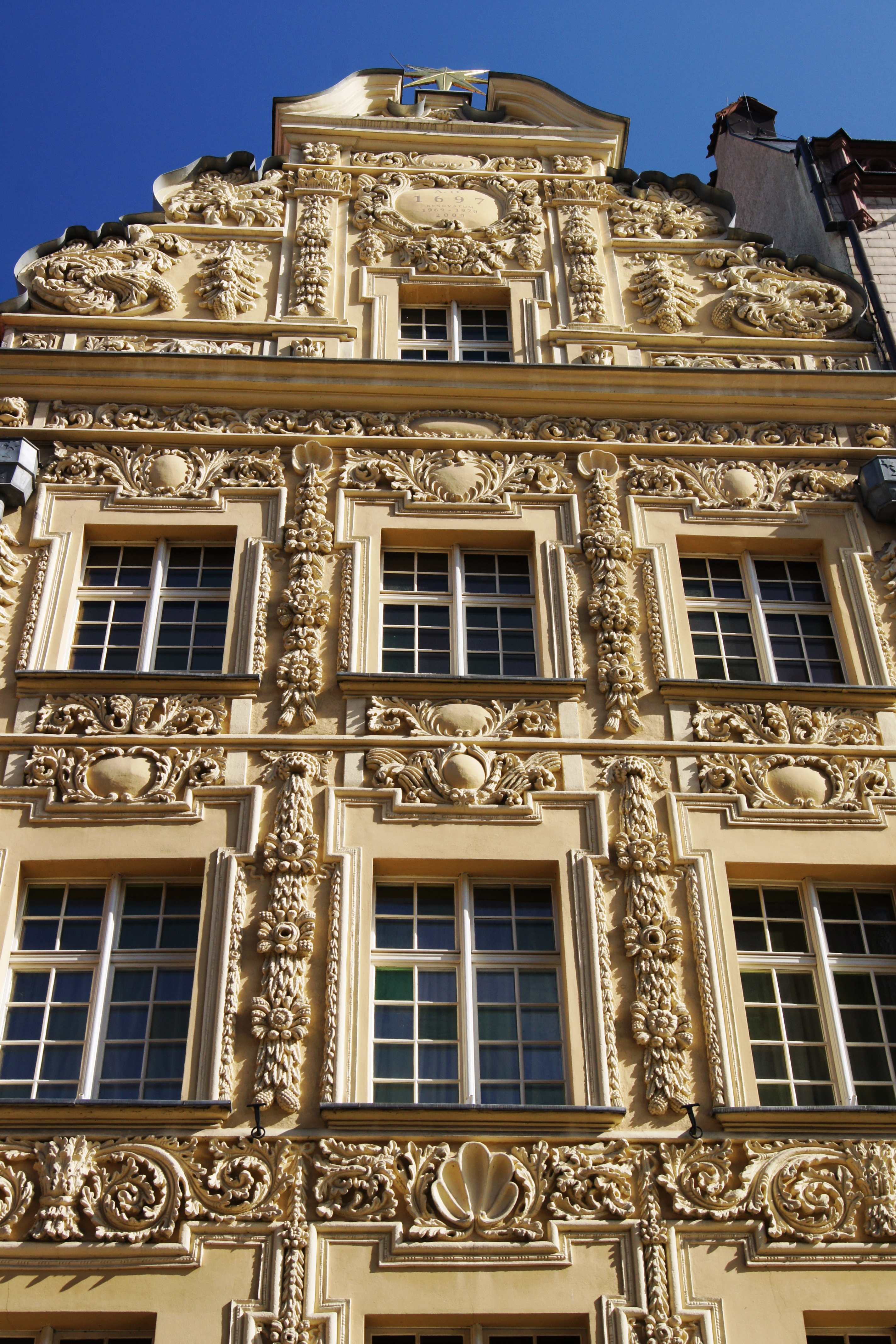
Fasáda
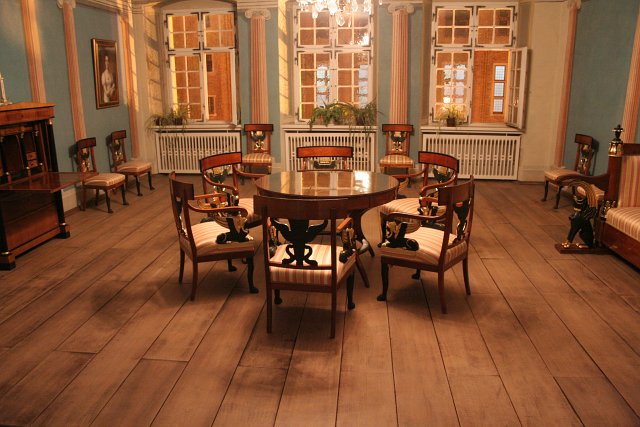
Obývací pokoj
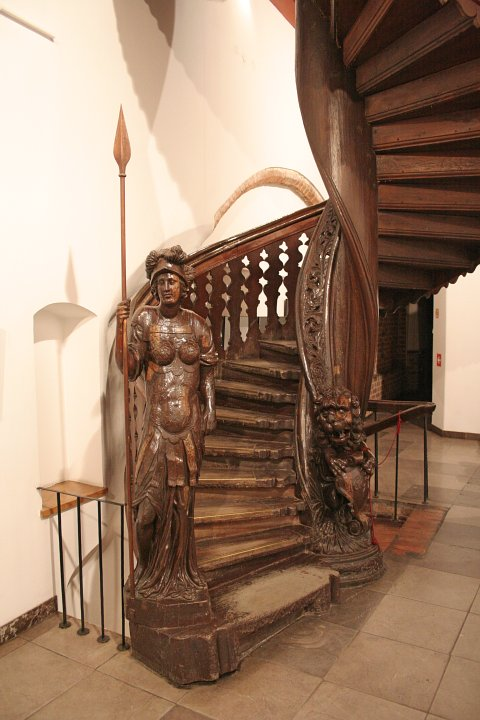
Schodiště
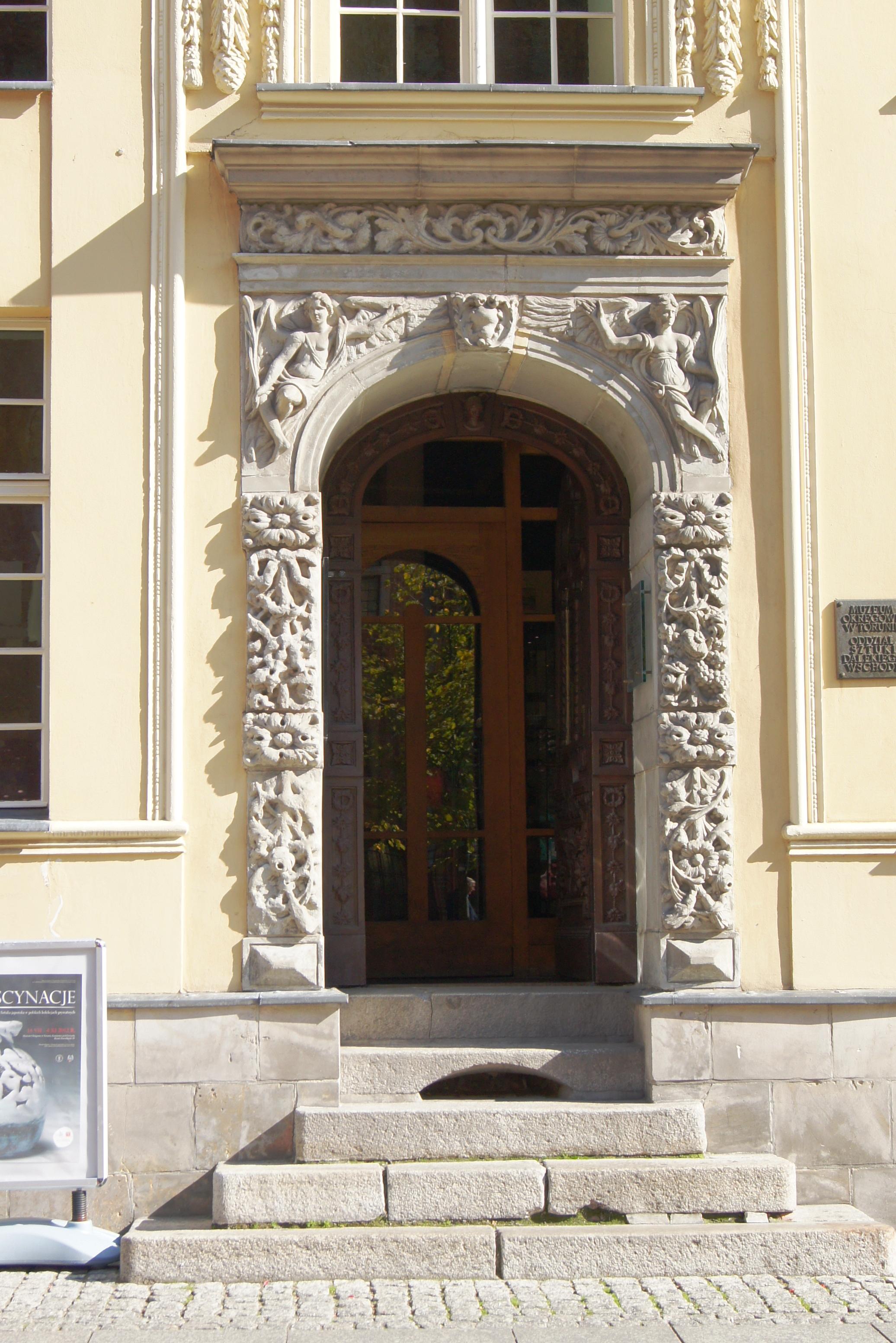
Portál